# مدرب الخيول

مدرب الخيول هو شخص يميل إلى الخيول ويعلمها تخصصات مختلفة. وكذلك تعليمهم السلوكيات الخادعة و/أو تدريبهم على الأحداث، وقد يختلف مستوى التعليم والمرتب السنوي الذي يمكن أن يكسبوه لهذه المهنة تبعا لموقع عمل الشخص.

## تاريخ
استحضار الخيول من قبل ثقافة بوتاي في كازاخستان يعود إلى حوالي 3500 قبل الميلاد. وُثقت السجلات المكتوبة لتدريب الخيول كمطاردة في وقت مبكر من 1350 قبل الميلاد، من قبل كيككولي، «مدرب الخيول الرئيسي» في إمبراطورية هيتيت. مصدر آخر للتاريخ المبكر المسجل لتدريب الخيول كتخصص يأتي من الكاتب اليوناني زينوفون، في أطروحته عن الفروسية. كتب سيركا 350 قبل الميلاد، بدء تشغيل الخيول الصغيرة، واختيار الحيوانات الأكبر سنًا، والاستحمام والرشوة المناسبة. ناقش الأساليب المختلفة للخيول المليئة بالحيوية وكيفية التعامل مع الرذائل. ويعود الفضل إلى نهجه كأول طريقة معروفة لتدريب الخيول من خلال نهج متعاطف، حيث يحاول المدرب فهم الغرائز الطبيعية للحصان وبناء علاقة.

## مسؤوليات

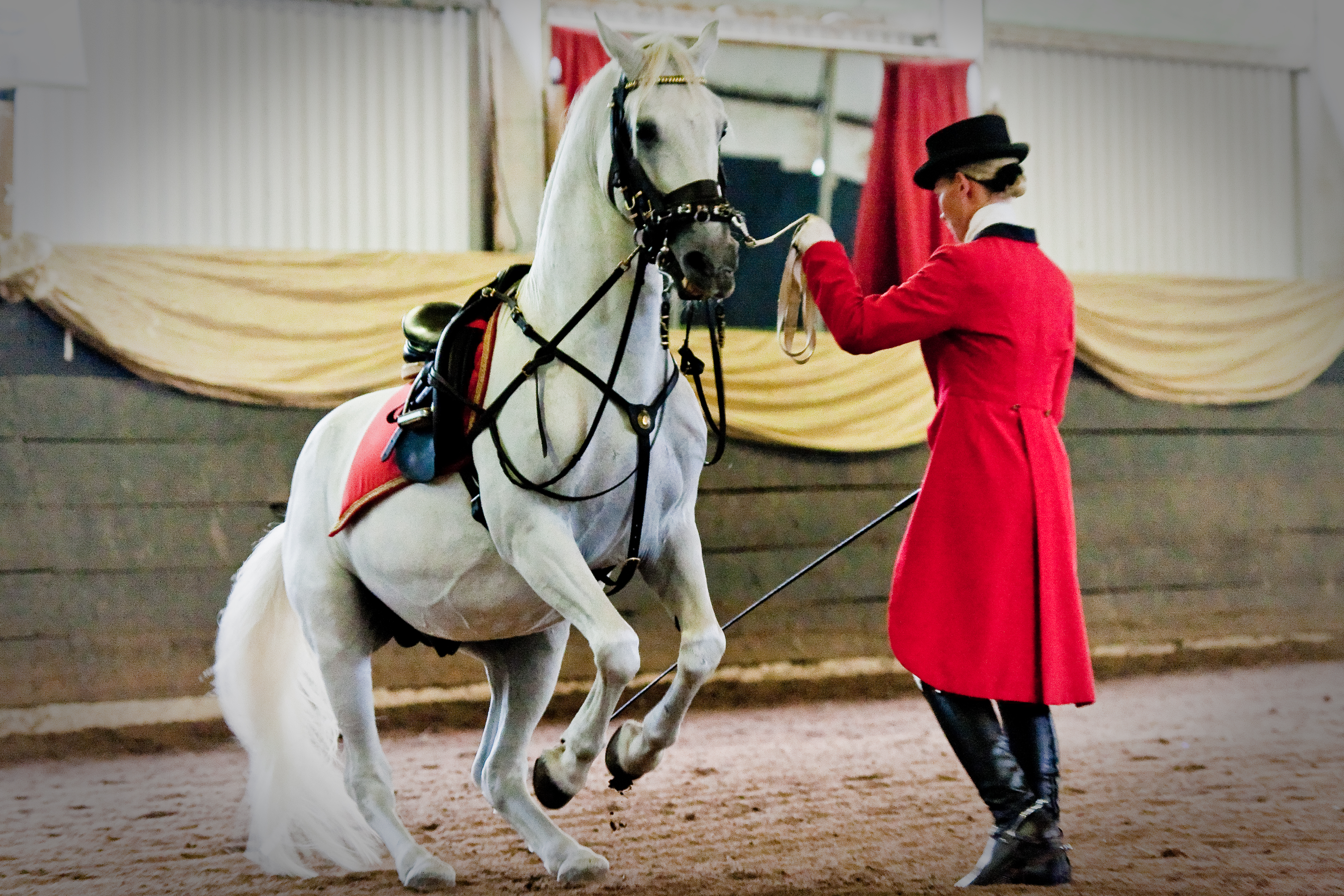

في سباقات الخيل، يقوم أحد المدربين بإعداد حصان للسباقات، مع تحمل مسؤولية ممارسته، وجعله جاهزًا للسباق وتحديد السباقات التي يجب أن يدخلها. يمكن لمدربي الخيول الرائدة أن يكسبوا الكثير من المال من نسبة مئوية من الأرباح التي يتقاضونها على المالك لتدريب الحصان.
خارج سباق الخيل، معظم المدربين يتخصصون في بعض الانضباط الفروسية، مثل عرض القفز، وكبح جماح، وركوب الخيل، وتخصصات الخيل الرياضية، وتدريب سلالة حصان معينة، وبدء الخيول الشباب، أو العمل مع الخيول المشكلة. هناك مجموعة كبيرة ومتنوعة من أساليب تدريب الخيل المستخدمة لتعليم الحصان القيام بالأشياء التي يريدها البشر للقيام بها. بعض الحقول يمكن أن تكون مربحة جدًا، عادة اعتمادًا على قيمة الخيول بمجرد تدريبها أو منح الأموال المتاحة في المنافسة. ومع ذلك، وكقاعدة عامة، فإن معظم مدربي الخيول يحصلون في أفضل الأحوال على دخل متواضع يتطلب في كثير من الأحيان استكمالًا من وظيفة ثانية أو أعمال إضافية متصلة بالخيول، مثل الصعود إلى الخيل أو دروس ركوب الخيل.
وعادة ما يعتبر مدربو الخيول أن لديهم صفة الوكلاء لمالكي الخيول. وهي بذلك تتحمل التزامات قانونية تجاه أصحابها، فضلًا عن سلطة تمثيل أصحابها بل وإلزامهم بمعاملات معينة.

## التعليم والتدريب
يعد التخرج من إحدى المدارس الثانوية، والتي عادة ما تكون إلزامية لتصبح مدربًا للحيوانات، أحد المؤهلات التي قد يحتاجها مدرب الخيول. في حين أن هذا مطلب لبعض أصحاب العمل، قد يطلب آخرون فقط أن يتعلم مدربي الخيول أثناء تقدمهم. ويمكن للمبتدئين في مجال تدريب الخيول أن يتعلموا المزيد عن الموضوع في مؤسسة جامعية، وهو أمر يمكن أن يكون مفيدًا لمهنتهم، ولكنه ليس إلزاميًا دائمًا بالنسبة لمدربي الخيول. والتلمذة الصناعية هي أيضا خيار آخر إذا كان الشخص يريد اكتساب المزيد من المعرفة عن هذه المهنة.
عند البدء في المهنة، قد لا يتم تكليف مدرب الخيول بمهام مدرب أكثر خبرة ومتمرسًا حتى يكتسب مزيدًا من النضج في الوظيفة. أو قبل توظيفهم، يمكنهم تعلم مهاراتهم وتطويرها في مكان آخر.
قد يحتاج مدرب الخيول أيضًا إلى الحصول على ترخيص للتدريب.

## مرتب
قد تختلف أرباح مدربي الخيول حسب الدولة ومكان العمل. وفقًا لوزارة العمل الأمريكية، «كان متوسط الأجر السنوي لمدربي الحيوانات 25.270 دولارًا في مايو 2012. حصل أقل 10 بالمائة على أقل من 17.580 دولارًا أمريكيًا، وحصل أعلى 10 بالمائة على أكثر من 49.840 دولارًا.» صرحت إدارة التدريب وتنمية القوى العاملة التابعة لحكومة أستراليا الغربية، في قسمها الخاص بمدربي الخيول، أن 43.399 دولارًا قد تكون الأجر السنوي القياسي في غرب أستراليا. يمكن لمدربي حصان السباق في المملكة المتحدة كسب ما يصل إلى مبلغ سنوي قياسي قدره 45000 جنيه إسترليني، اعتمادًا على مستوى الخبرة التي يمتلكها الشخص.
بالنسبة لمدربي الخيول المستقلين، يمكن أن تؤثر حالتهم ومقدار العمل الذي يقومون به على الراتب.
يمكن أن توفر «مكاسب السباق» للمدرب أموالاً إضافية.

## الخلافات
كان استخدام المخدرات في الخيول موضوعًا متنازعًا عليه في مجال الخيول. الغرض المقبول من المخدرات في هذا المجال هو تقليل معاناة خيول السباق من الإصابات، ولكن في بعض الأحيان يتم استخدام الأدوية بشكل غير قانوني للحصول على ميزة على الخيول الأخرى، مما قد يؤدي إلى فرض عقوبات على مدرب الخيل المعني. مع الوفيات الأسبوعية العديدة لخيول السباق، أصبحت المخدرات سببًا متنازعًا لوفاة الخيول. تسمم الخيول مقلق لبعض الناس، مثل الأطباء البيطريين والمشرعين. يدافع بعض المدربين عن المخدرات، مشيرين إلى أنها ليست أسباب الوفاة. كما أنكر بعض المدربين استخدامهم للمخدرات لأغراض غير مشروعة، أحيانًا بسبب احترامهم للخيول.